# (38693) 2000 QB36
2000 QB36 (asteroide 38693) é um asteroide da cintura principal. Possui uma excentricidade de 0.19781320 e uma inclinação de 2.73607º.
Este asteroide foi descoberto no dia 24 de agosto de 2000 por LINEAR em Socorro.